# ウィーンの歴史

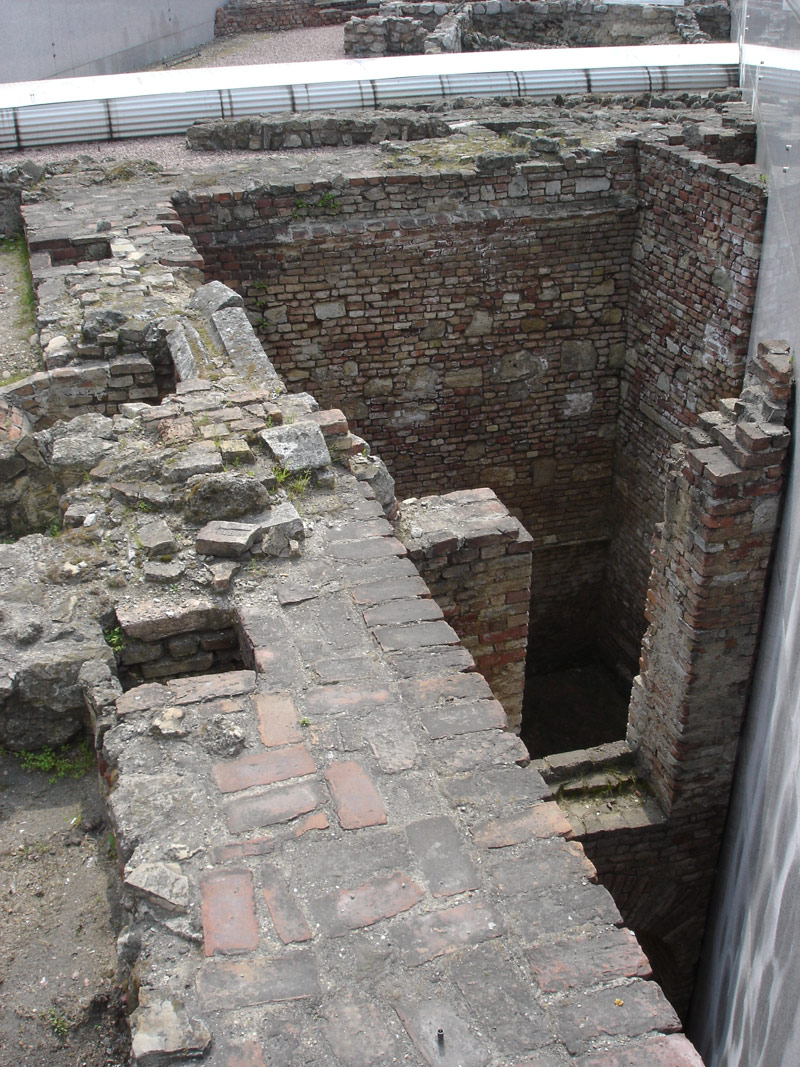
ウィーンにあるローマ時代の遺跡

ウィーンの歴史（ドイツ語: Geschichte Wiens）では、オーストリアの首都ウィーンの歴史を詳述する。

## 古代

### 軍事都市ヴィンドボナ
ドナウ川に近いケルト人の集落ヴィンドボナ（当初はヴィンドミナとも）がウィーンの起源とされる。この集落を紀元100年頃にローマ帝国が征服し、新たな城塞、宿営地が設けられた。2世紀後半にマルコマンニ族との戦闘で荒廃したが、まもなくマルクス・アウレリウス・アントニヌス帝のもとで再建されたとされる。ドナウ川沿いに戦略上有利な駐屯地を求めた哲人皇帝は、171年にヴィンドボナに入城し、属州平定に奔走しつつも頻繁にこの地に滞在した。彼はヴィンドボナで著書『自省録』の多くを執筆し、180年にこの地で没した。
ローマ帝国の北辺近くに位置するヴィンドボナは、その50キロメートル東に所在する大規模駐屯地カルヌントゥムを後方支援するための城塞都市であり、防衛上重要な役割を果たしていたが、帝国の分裂と弱体化とともに衰え、5世紀にフン族、ゲルマン人などの侵入によって破壊された。ただし、都市の一部は残存しており、後年、ウィーン市のホーアー・マルクトの地下からローマ帝国の司令官の館跡が発見され、発掘調査がなされている。現在は、そのままのかたちで維持された構築物の一部が、古代ローマ博物館として保存され、一般公開がなされている。中世に再興するウィーンの都市構造は、この古代都市の構造に依存するものと考えられる。

## 中世

### バーベンベルク家とプシェミスル家の統治

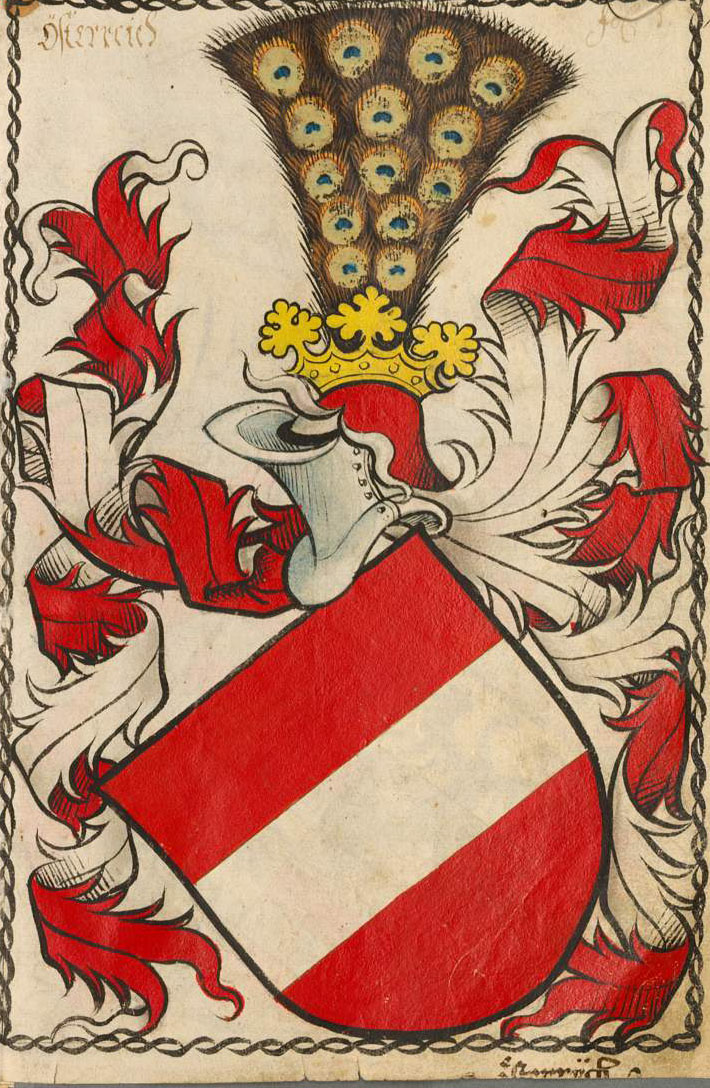
バーベンベルク家の紋章

976年、神聖ローマ皇帝オットー2世は、ウィーンを含む地域をオストマルク辺境伯領としてバイエルンから独立させ、バーベンベルク家が辺境伯の地位についた。ただし、彼らはもっぱらメルクに居城を構えており、当初よりウィーンが中心都市だったわけではなかった。中世の半ばになると、ドナウ川の水運を用いた遠隔地商業も盛んになり、ウィーンは交易の要所として重要な役割を担うようになった。11世紀末より開始された十字軍運動も人と物の交流を活性化させ、十字軍に参加した王や諸侯らがドナウ川ルートを頻繁に用いてウィーンに立ち寄ったため、一種の戦争特需が喚起されウィーンの繁栄を助けた。
こうした中、1155年頃にオーストリア辺境伯ハインリヒ2世（バイエルン公も兼任）はウィーンに居城を移すことになった。翌1156年にバイエルンはザクセン公ハインリヒ獅子公に移されたが、皇帝フリードリヒ1世はハインリヒ2世をオーストリア公に昇格させた。12世紀末の第3回十字軍において、レオポルト5世は帰国途中だったイングランド王リチャード1世を捕らえ、デュルンシュタインに幽閉して多額の身代金をせしめることに成功した。この身代金を財源として、造幣主任のシュロム（ユダヤ人。彼のもとで初めてのユダヤ人居住区が設けられたとされる）が新たに貨幣を鋳造したほか、ウィーンの市壁が拡張された。この時の市壁が、現在の旧市街地区の範囲を規定している。1221年には都市特権が認められた。
1246年にバーベンベルク家の男系が断絶すると、ボヘミア（ベーメン）王国などを勢力範囲とするプシェミスル朝のオタカル2世が、ウィーンをおさえて勢力を拡大させた。オタカル2世はウィーン市民に経済活動などにおける広範な自由を認め、ウィーン市民からも好感を得ていた。この時代に幾度か大火を経験したが、そのたびに街は再建された。当時、1256年より神聖ローマ帝国は皇帝不在の大空位時代となっており、オタカル2世は有力な皇帝候補であった。しかし、オタカル2世への警戒から、1273年に弱小諸侯であったハプスブルク家のルドルフ1世が皇帝位につき、1278年のマルヒフェルトの戦いでオタカル2世を敗死させた。これ以降、ウィーンはハプスブルク家の統治下に置かれることになった。

### ハプスブルク家の統治

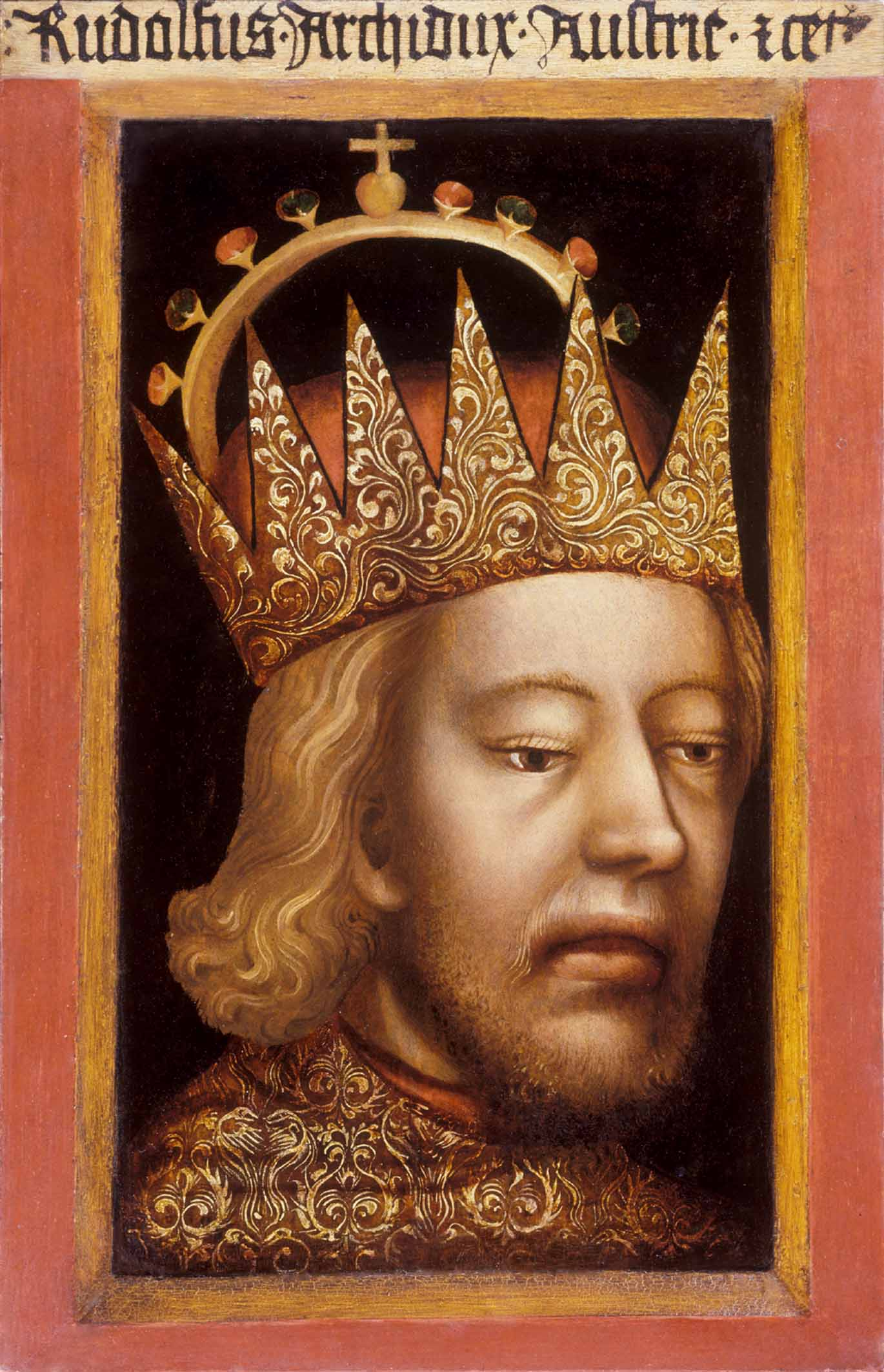
ルドルフ4世（建設公）1358～1365年

当時のハプスブルク家は、スイス・アルザスなどを勢力基盤とする弱小貴族であった。財政基盤も脆弱であり、プシェミスル家と比べウィーンに対して厳しい徴税を行う必要があった。このため、ウィーン市民の中には、ハプスブルク家の統治に対して否定的な姿勢をとるものも多く、13世紀末には幾度か反ハプスブルク家の反乱も起こった。このため、一時的に様々な都市特権が剥奪されることもあった。しかし、商業都市としてのウィーンは一層の発展をみせた。引き続きドナウ川の水運が盛んだった上、当時の中欧世界ではボヘミア王国で鋳造されたグロシュ銀貨、ハンガリー王国のフォリント金貨という信頼性の高い銀貨、金貨が流通しており、中欧の経済発展に大きく寄与していたことが指摘できよう。

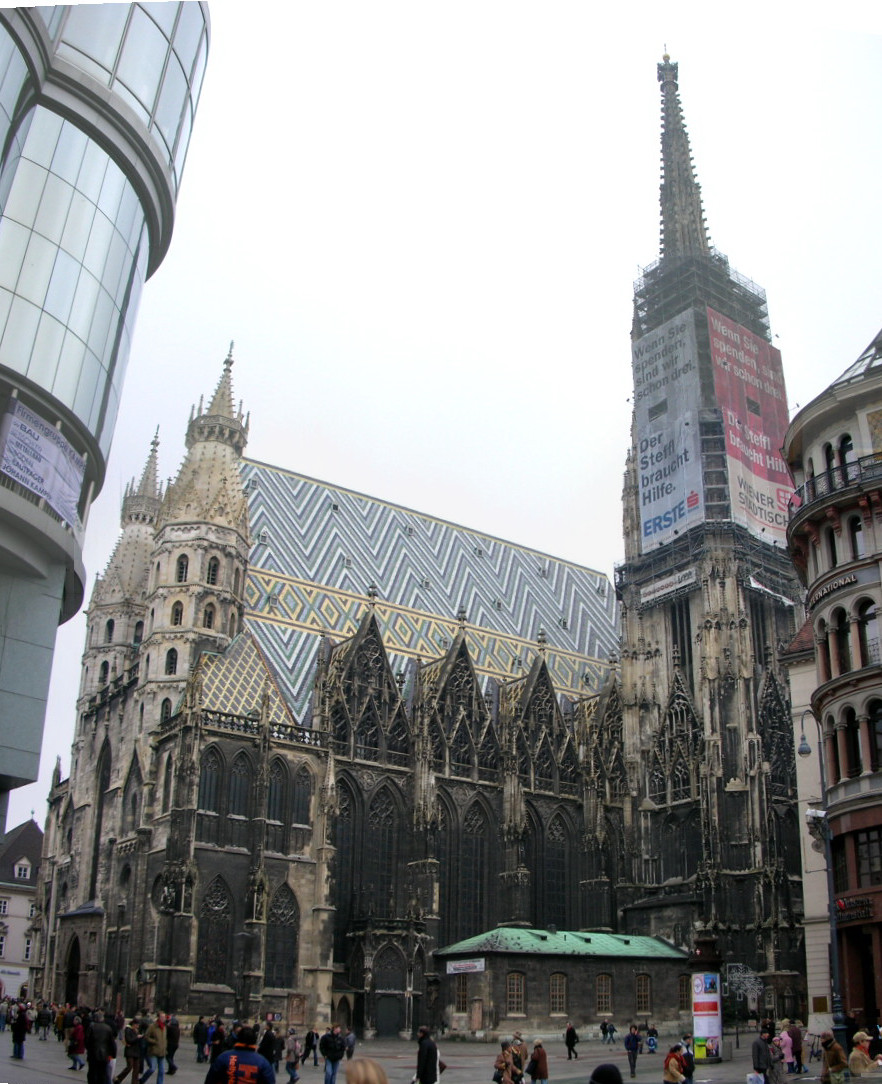
シュテファン寺院（大聖堂）

14世紀に入ると、多少ハプスブルク家とウィーン市民の関係は修復された。建設公とも称される大公ルドルフ4世のもとで、シュテファン大聖堂、マリア・アン・ゲスターデ寺院など様々な建造物が改修、建築された。この時代は、ルドルフ4世の政敵であるボヘミア王カレル1世（神聖ローマ皇帝カール4世）がプラハを王国の都として発展させている時期で、カレルのもとでプラハ大学も創設されていた。ハプスブルク家、そしてウィーンの地位発揚のためにも、ウィーンの発展は必要であった。こうした中、1365年にはウィーン大学が建てられている。ただしこの頃、1348年から翌年にかけてペストが大流行しており、街の発展は一時停滞した。
ベーメン（プシェミスル家）、スイス（ハプスブルク家）などを勢力基盤とした諸侯の統治下にあったことや、ドナウ川の水運が各地を結んだことなどから、ウィーンはコスモポリタン的な性格を早くから有していた。そうした中、ウィーンには多くのユダヤ人も生活していた。11世紀末より十字軍運動が高揚し、ローマ教皇は異教徒廃絶の姿勢を強めて各地のユダヤ人に諸侯などを通じ強い圧力をかけたが、バーベンベルク家、ハプスブルク家の歴代君主は総じてユダヤ人に寛大だった。14世紀半ばのペスト大流行の際には各地で反ユダヤ主義が広がったが、ウィーンではこうした風潮は限定的であった。しかし、15世紀前半よりユダヤ人への迫害が強められた。1419年よりベーメンで反ハプスブルクのフス戦争が起こっていた際に、彼らに武器を供与していたという嫌疑がかけられ、1420年から翌年にかけてウィーンのユダヤ人に対する大規模な迫害が行われた。この迫害には、富裕なユダヤ人の財産を没収して、ハプスブルク家の財政を再建させる狙いもあったとされる。しかし、この後もたびたび財政難に陥るハプスブルク家にとって、ユダヤ人の資本力や彼らの商業ネットワークは魅力的であったため、たびたび彼らを受け入れて活用しようとした。

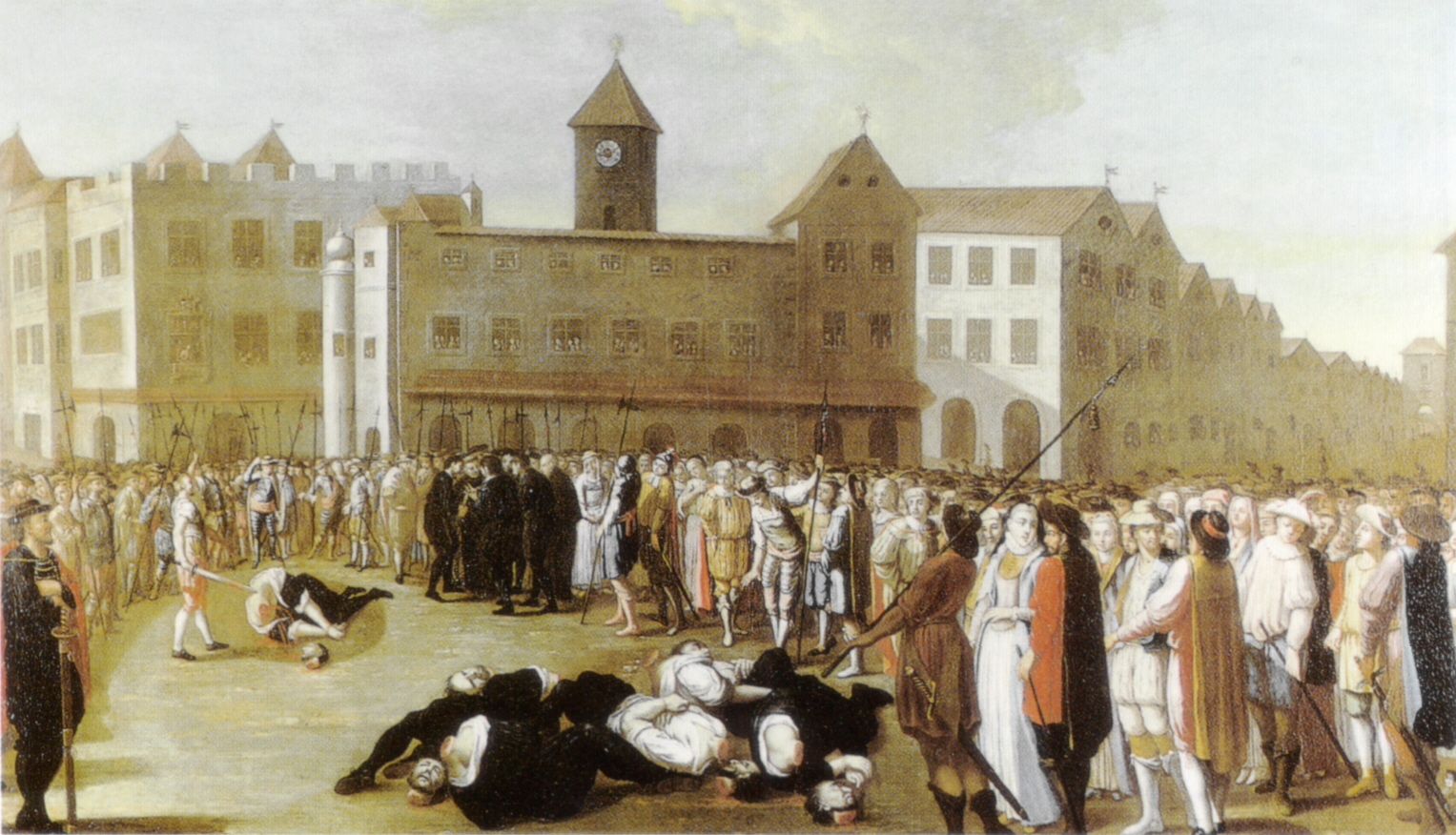
1522年の反乱失敗と処刑

15世紀半ばよりハプスブルク家は神聖ローマ皇帝位を世襲するようになり、ウィーンはその中心都市となった。しかし、それでもウィーン市民はハプスブルク家の歴代皇帝に対して必ずしも従順ではなかった。ハプスブルク家内部の所領相続問題と皇帝のウィーン市長人事への介入に対する反発が結びつき、1462年にはウィーン市民は蜂起して皇帝フリードリヒ3世がいた王宮を2ヶ月弱包囲することもあった。1480年代よりハンガリー王マーチャーシュ1世に占領されたが、1490年にマーチャーシュ1世はウィーンで死去し、再びハプスブルク家の支配に戻った。しかし、市民の蜂起を恐れたフリードリヒ3世はリンツにとどまり続けた。次代のマクシミリアン1世もインスブルックに宮廷をおき、ウィーンをことさら重視することはなかった。1522年にもウィーン市長を含めた都市の有力者がハプスブルク家に反乱を起こし、鎮圧されている。

## 近世

### オスマン帝国の脅威と市壁増築
弱小貴族として出発したハプスブルク家は、婚姻政策を通じて急速に勢力を拡大させ、16世紀前半には、皇帝カール5世のもとで普遍的なキリスト教帝国樹立を目指すようになった。しかし、これを妨げたのがマルティン・ルターの宗教改革であり、オスマン帝国（イスラーム勢力）のドナウ川西進であった。1529年、すでにハンガリーの多くを制圧していたスレイマン1世は、10万以上の軍勢を引き連れてウィーン城壁まで迫った。キリスト教世界を震撼させた第1次ウィーン包囲である。13世紀に建設されていた市壁が堅固だったことと、予想より冬の到来が早かったことで、オスマン帝国はその年のうちに撤退した。

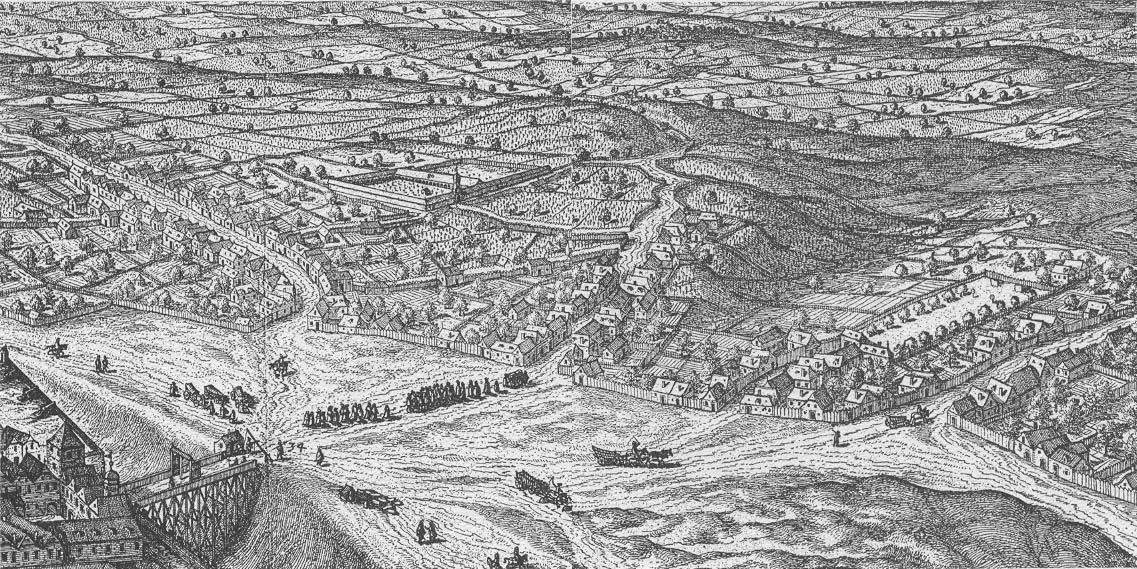
1609年、空き地がグラシ

この後まもなく、オスマン帝国の再襲に備えるため、イタリアなどから技術者を招いて脆弱だったケルントナー門周辺などの強化が図られた。また、防衛上の観点から城壁周辺に空き地（「グラシ」と称される）を設けた。市壁に砲撃を試みる場合はこの空き地（グラシ）に陣を構えることになるため、市壁から彼らを一斉射撃できるようになったのである。一連のウィーン改造は17世紀後半まで続き、1680年までにほぼ完了した。第2次ウィーン包囲は1683年なので、かろうじて間に合ったことになる。

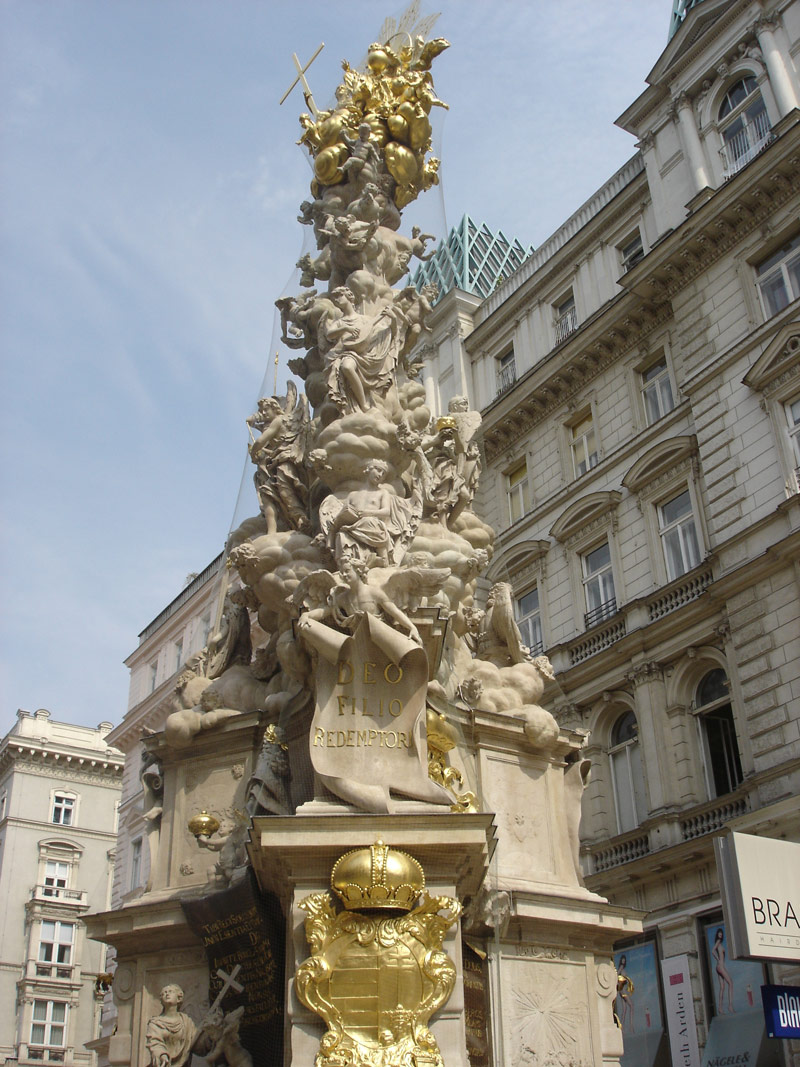
ペストの記念柱

17世紀前半、ヨーロッパ全体を巻き込んだ三十年戦争は、ハプスブルク家の威勢を弱めさせたが、戦場から外れたウィーンに大きな打撃はなかった。ウィーンが様々な危機に直面するのは、三十年戦争が終わった17世紀後半からである。まず、1670年代にはペストが大流行して数万人にものぼる多くの死者を出した。アム・グラーベン街に、この際のペストの記念柱が建てられている。1682年にはハレー彗星が接近し、これを何かの凶兆とする噂が流れ市民は恐怖におののいた。そうした中、1683年にウィーンの弱体化につけこんで、オスマン帝国の大宰相カラ・ムスタファ・パシャの主導で第2次ウィーン包囲が決行された。15万以上の軍勢が再びウィーンへと迫るが、バイエルン、ザクセン、ポーランドなどの援助を得て、再びオスマン帝国の進撃を退けることに成功した。これ以後は、ハプスブルク家とオスマン帝国の力関係が逆転し、今後はハプスブルク家がドナウ川を東進し、複合民族国家としての「ドナウ帝国」を形成していくことになる。異教徒との衝突は、同時に文化的交流も引き起こした。この時のオスマン帝国との衝突を通じて、ウィーンにカーヴァ（コーヒー）がもたらされたともいわれる。

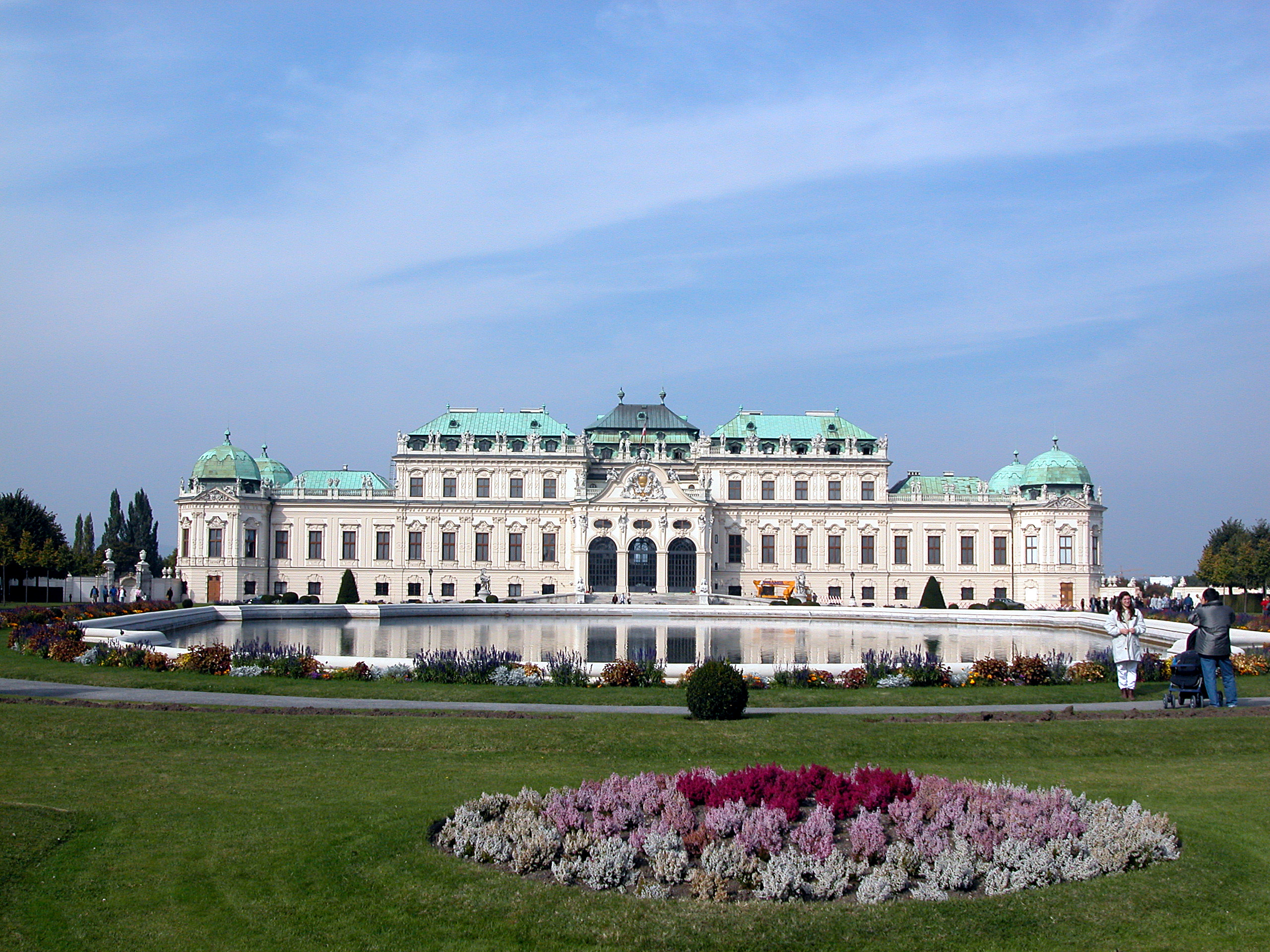
ベルヴェデーレ宮殿

第2次ウィーン包囲を経て、旧市街の外側に新たな市壁（リーニエンヴァル）を設けることになった。1704年より、第二次ウィーン包囲のオスマン帝国軍がとった陣形のように、ウィーンを囲む形で市壁の建設が進められた。この建設にはウィーン市民がかりだされ、3ヶ月程度で完成へと至った。市壁が拡張されたことで、ウィーンの街は大きな変化を迎えることになった。従来の市壁と新市壁の間のスペース（「フォアシュタット」と称され、新市壁の外は「フォアオルト」と称された）に、貴族がこぞって宮殿建設を進めたのである。このフォアシュタットに建てられた建築物の代表例が、プリンツ・オイゲンの命で建てられたベルヴェデーレ宮殿である。この時代にはシュヴァルツェンベルク宮殿、シェーンブルン宮殿などバロック的な宮殿があいついで建設され、ウィーンの街を彩ることになった。
当時勃興しつつあった富裕市民も、フォアシュタットに豪華な邸宅を構えることを目指した。ウィーンの皇帝や貴族はこぞって芸術家のパトロン役をつとめたため、各地から芸術家が訪れ、芸術の街としての土台がつくられていった。貴族の中には、雇った音楽家たちで楽団を作ったり、貴族自らがその楽団に参加することもあった。1750年代、宮廷はこの都市の劇場であるブルク劇場とケルントナートーア劇場の運営権を握るようになった。1756年に外交革命（オーストリア・ハプスブルク家とフランス・ブルボン家の和解）が実現したため、フランスの楽劇団も訪れるようになった。こうした中、1762年にまだ子供のモーツァルトが、シェーンブルン宮殿に招かれてマリア・テレジアにピアノ演奏を披露している。1790年代には貴族個人による音楽保護は衰退していったものの、音楽サロンや公園での公開演奏会は増加していった。モーツァルトも予約コンサートを開き、オーケストラを雇い、自身の協奏曲を披露している。ベートーヴェンも1792年にここに訪れ、多くの貴族が彼の後援者になり経済的な援助をしている。この頃のウィーンの人口は約15万程度と考えられている。

### ウィーンのユダヤ人
17世紀前半、ドナウ運河の対岸にある湿地帯ウンテラー・ヴェルトにゲットーが完成し、17世紀後半までにはユダヤ人が1000人以上居住していた。しかし、皇帝レオポルト1世は、王妃が反ユダヤ主義者であったことや、ウィーン市内で反ユダヤ主義の風潮が強かったこともあり、1670年にユダヤ人追放を決定した。この時、追放されたユダヤ人を保護したのがウィーン東方のエステルハージ家で、アイゼンシュタットなどにユダヤ人コミュニティが形成された。ただし、ハプスブルク家の繁栄のためにはユダヤ人資本は魅力であったため、ごく一部のユダヤ人は宮廷に出入りすることが許され（いわゆる宮廷ユダヤ人）、引き続き重用された。第二次ウィーン包囲に際しても、ユダヤ人のザムエル・オッペンハイマーが財政面、物流面などで活躍していた。
一方で、レオポルト1世は銀行家ザムゾン・ヴェルトハイマーを財政顧問として登用している。

## 近代

### ウィーン体制と工業化の波

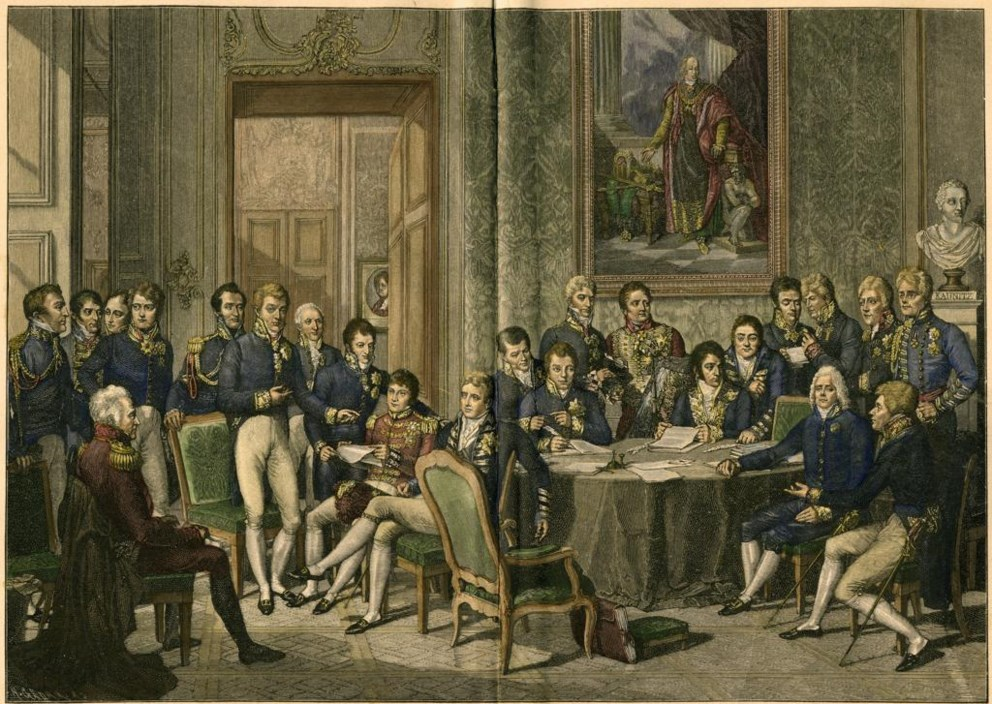
ウィーン会議

1789年に勃発したフランス革命と、それに続くナポレオン戦争は、ヨーロッパ各地を侵略し屈服させていく過程で、自由主義とナショナリズムを広めていった。1805年、アウステルリッツの戦い（三帝会戦）に敗れたハプスブルク家はナポレオンに屈服し、1809年にはナポレオンがウィーン入城を果たした。しかし、ナポレオンはモスクワ遠征の失敗から没落への道をたどりはじめ、1813年にライプツィヒの戦い（諸国民戦争）で敗れたのち失脚した。すると、翌1814年よりウィーンでオーストリア外相メッテルニヒ主導による講和会議（ウィーン会議）が開催された。「会議は踊る」と評されたように会議は長期化し、毎晩のように繰り返される舞踏会は、ある意味ウィーン経済の復興に貢献したといえる。この会議を踏まえて発足したウィーン体制は保守反動的な性格が強く、自由主義やナショナリズムは厳しく抑圧された。こうした中で、多くのウィーン市民は政治から離れて家庭生活に埋没し、ビーダーマイヤー様式の流行などに象徴されるような小市民的生活を送ることになった。18世紀後半にイギリスで始まっていた産業革命の波は、着実にウィーンにも押し寄せていた。
ヨーロッパにおいて18世紀は、合理主義的思潮と自然科学が広がって「光の世紀」と呼ばれたが、オーストリアは比較的啓蒙主義の伝播が遅れ、近代化の進展も比較的緩慢であったといわれる。しかし、ロシアやプロイセンなどと同様、啓蒙思想の伝播の比較的遅かったオーストリアでは、近代化が啓蒙専制君主を通じた特殊なかたちをもってあらわれた。1770年、マリア・テレジアはウィーン旧市街と郊外地域とを統一的な規則によって統合するため番地制度を導入し、都市空間の合理的整序を図った。後を継いだヨーゼフ2世は、1780年より修道院廃止政策を進めて、聾唖学校や軍医養成アカデミーなど福祉・教育施設を建設し、とりわけ1784年に完成した総合病院はヨーロッパ随一の規模をほこった。彼は国民より「博愛主義者」と呼ばれて敬愛された。ヨーゼフ2世はまた、市門の終夜開放をおこなった。都市生活における消費文化も浸透し、上層階級が遠足を楽しむようになると庶民にもすぐに広まり盛況を呈し、アルコールにかわってコーヒーの飲用習慣が広がるとたちまち中下層の人びとにも広がった。ウィーンでは社会的平準化が進行し、近代的メトロポリスが形成されて、19世紀にはヨーロッパでパリやロンドンにつぐ大都市へと変貌を遂げていった。
19世紀前半より交通網の整備が進められ、1837年にはウィーンと他都市を結ぶ鉄道が開通した。そのほか、ドナウ川には蒸気船が航行するようになり、ウィーン市内にも馬車鉄道が運行するようになった。徐々に工場が建設されていき、労働者階級も形成されていった。1848年、フランスで勃発した二月革命を契機として、ヨーロッパ各地で自由主義・ナショナリズムが高揚した。そして、ウィーンでも三月革命が勃発しウィーン体制は崩壊へとむかった。1848年革命はウィーンはじめオーストリア帝国全土を揺るがし、ハンガリー各地やミラノ、プラハでも暴動が起こって、ウィーンではメッテルニヒが追放されるなどの混乱のなか皇帝フェルディナント1世が退位し、甥のフランツ・ヨーゼフ1世（在位：1848年 - 1916年）が18歳の若さで跡を継いだ。

### ウィーン市街改造計画

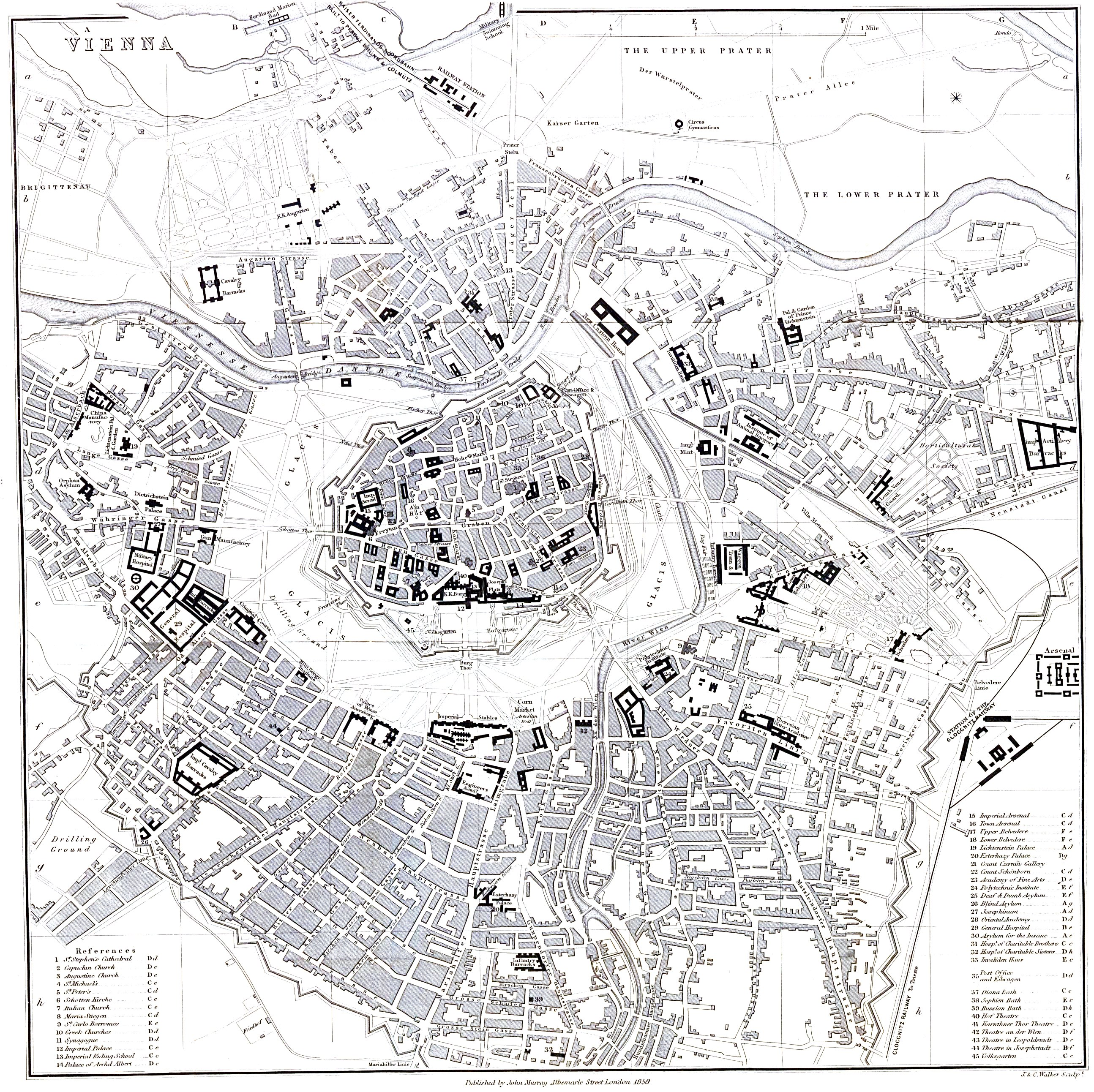
1858年のウィーン

中世から近世にかけての、自治都市が市壁によって「都市の自由」を守る時代は、すでに終わりを告げていた。市壁の上はウィーン市民の散歩道となっており、市壁外の空き地も緑化が進んでおり市民の憩いの場となりつつあった。このように、市壁の必要性は既に失われていたのである。パリでは、1850年代よりジョルジュ・オスマンのもとで大規模な都市改造が行われて近代都市へと脱皮し、フランスとその指導者ナポレオン3世の威光をヨーロッパ中に示していた。こうした中、ウィーンもかつての市壁を撤去し、近代都市へと生まれ変わることで、オーストリア帝国の威光を示すとともに、工業化にともなう人口集中に対応する必要があったのである。また、鉄道網を整備する上でも市壁のせいで線路を市の中心部まで敷設できないでいた（ウィーン南駅やウィーン西駅がやや中心部から外れているのはこれに由来する）。
1858年より、市壁の取り壊しが開始された。同年、オーストリア国家の主導で都市計画の公募が開始され、年末に全応募案がウィーン市民に公開された。この際、ウィーン市の介入はできる限り排除され、常に主導権は国家にあった。市壁の取り壊しは、かつて皇帝にすら反旗を掲げたウィーンの自治が崩されていく象徴ともいえた。その点で、この都市改造計画も自律的な市民が徐々に国民化される過程とも理解できる。当時のウィーン市長ヨハン・カスパール・ザイラーは、こうした国家主導の都市改造に不満を表明している。
1853年、不凍港獲得を目指すロシア帝国はオスマン帝国との間に戦端を開いてクリミア戦争が起こったが、これに対し、バルカン半島におけるロシアの影響力がさらに増大することを恐れたオーストリアは、オスマン帝国の支持にまわった。これはナポレオン戦争以来の盟友であったロシアとの関係を決定的に悪化させた。1859年にはイタリア統一（リソルジメント）を企図していたサルデーニャ王国との戦争に敗北し、ミラノなどロンバルディア地方を失い、1866年にはビスマルク率いるプロイセン王国との間に普墺戦争が起こってケーニヒグレーツの戦いで大敗を喫した。その結果、オーストリアを盟主とするドイツ連邦は消滅し、イタリアではヴェネト地方を失うなどハプスブルク家率いるオーストリアは確実にその国際的地位を低下させていった。ドイツから閉め出された形となったオーストリアは、1867年のアウスグライヒ（妥協）によってやむなくマジャール人の自治を認めてオーストリア＝ハンガリー二重帝国が成立した。その結果、オーストリア帝国（正式には「帝国議会において代表される諸王国および諸邦」）とハンガリー王国は外交・軍事・一部の財政をともにするだけで、帝国内ではそれぞれ独自の政府と議会をもつこととなった。
ヨーロッパ各国で民族主義に基づく国家統一の嵐が吹き荒れるなかで、複合民族国家オーストリア帝国はその存在意義を厳しく揺さぶられた。したがって、排他的な民族主義と対峙するコスモポリタン的な近代都市としてウィーンを完成させることは、自らの帝国理念、そして帝国の存在意義を帝国内外に知らしめるためにも必要不可欠であった。19世紀後半になると、戦争の英雄に代わって、ウィーンで活躍した芸術家の銅像が盛んに建てられるようになったが、このことも、当時のウィーンがおかれていた状況を示しているものといえる。
城壁跡にはリングシュトラーセ（環状道路）が建設され、環状道路沿いに帝国議会議事堂、国立オペラ劇場、ウィーン楽友協会などがあいついで建設された。1873年にはプラーター公園でウィーン万国博覧会が開催され、近代都市ウィーンを対外的にアピールした。日本の岩倉使節団もこの万博を見学している。オーストリア帝国各地からウィーンへの移住者があいつぎ、郊外に集合住宅が並び立った。当時の皇帝フランツ・ヨーゼフ1世はユダヤ人に寛大な姿勢をとっており、東欧各地でポグロム（ユダヤ人迫害）が横行していたためユダヤ人の移住もあいついだ。こうして、ウィーンはそのコスモポリタン的な性格を一層強めることになった。行政語として定められていたドイツ語のほか、ハンガリー語・チェコ語・ポーランド語・イディッシュ語・ルーマニア語・ロマ語・イタリア語など、様々な言語を街では耳にすることができた。

### 世紀末ウィーン
一般に1861年から1895年までのウィーンはリベラルな時代といわれている。1860年代の自由主義的な雰囲気のなかで皇帝フランツ・ヨーゼフ1世は、それまでのユダヤ人に対する結婚・居住・職業に対する差別や制限を撤廃している。万博の開かれた1873年には経済恐慌が起こって一時的に社会的緊張が生じており、スラブ系諸民族の自立化の要求は相変わらず存在していたが、それでも1880年代はイタリア・ドイツと三国同盟（1882年成立）を結ぶなど全体的にみて小康状態を保っていた。しかし、先に弟マクシミリアンをメキシコで失っていた皇帝フランツ・ヨーゼフ1世は、1889年、皇帝とエリザベート皇后の息子で唯一の帝位継承者であったルドルフ大公をウィーン郊外のマイヤーリンクで愛人マリー・ヴェッツェラとの謎の情死で失い、さらに、1898年にはエリザベート皇后をイタリアの無政府主義者ルイジ・ルケーニによる暗殺で失うなど、痛恨のできごとが続いた。
この間、1895年にはリベラル派が市評議会（1848年成立、定員150名）の選挙に破れて、その代わりに反ユダヤ的なキリスト教社会党が過半数を占め、市長にカール・ルエーガーが3度当選したが、皇帝はその都度これを拒否した。しかし、4度目には皇帝もこれを承認せざるを得なくなった。
1897年、ウィーン市長となったルエーガーはガス、水道、電気など公共施設の拡充に尽力してそれを市営化し、市街電車を設立、教育事業を拡大したり、福祉設備を建てるなどの都市整備をおこない、ウィーンの大都市化と都市生活の近代化に貢献した。いっぽうで、その反ユダヤ主義演説は当時ウィーンで学んでいた若き画学生アドルフ・ヒトラーにも少なからぬ影響を与えている。ヒトラーはカール・ルエーガーとゲオルク・フォン・シェーネラーを「わが人生の師」と呼んでいる。
そのいっぽう、ブダペスト生まれでウィーンで育ったユダヤ人作家テオドール・ヘルツルは、当初、コスモポリタン的なドイツ文化の教養を身につけて、高尚な貴族文化に憧れる穏健な教養人であったが、新聞記者としてドレフュス事件（1894年）の取材にあたったとき、いまだ根強いユダヤ人に対する偏見を目撃して衝撃を受け、これを機に失われた祖国イスラエルを取り戻そうとするシオニズム運動を起こした。
ルドルフ大公の死後、帝位継承者に指名されたのは皇帝の甥にあたるフランツ・フェルディナントであった。しかし、1914年6月28日にサラエヴォを訪れたフランツ・フェルディナント大公はセルビアの民族主義者ガブリロ・プリンチプによって暗殺されてしまう。皇帝はこの犯罪が処罰されることのないまま放置することができず、最後通牒をセルビア政府に突きつけた。7月28日、ついに戦端は開かれた。第一次世界大戦の勃発である。
- なお、統計によれば1840年には約40万人だったウィーン市の人口は1860年には80万人弱となり、次々に郊外を呑みこんで1890年には人口130万を数え、1905年には187万、第一次世界大戦末には220万人に膨れあがっている。

## 現代

### 二度の世界大戦とアドルフ・ヒトラー
1914年に始まった第一次世界大戦は、ドイツ帝国および同国と同盟を結んだオーストリア・ハンガリー帝国の1918年の敗北によって終わった。ウィーンのハプスブルク家支配は革命によって終焉し、二重帝国は解体されてチェコスロバキア、ハンガリー、ユーゴスラビア、ポーランドなどが次々と独立、ヨーロッパ4大都市のひとつであったウィーンは経済的困窮に追い込まれた。新生オーストリア（第一共和国）の首都となったウィーンではオーストリア社会民主党による市政が成立し、保守的な地方の農村部からは「赤いウィーン」と呼ばれて、両派の政治的確執は国政全体を揺るがす不安定要因ともなっていった。こうした時代をウィーンで過ごした若き画学生ヒトラーは、ルエーガーやシェーネラーなどの影響を受けてドイツ民族至上主義に心酔、反ユダヤ主義に傾倒した。かれは1924年『我が闘争』を著し、多民族都市ウィーンとそこでのユダヤ人をはじめとする諸民族の混交ぶりを憎悪している。
反ユダヤ主義・ナチズムそしてシオニズムという相反する方向からの民族主義を生んだウィーンであったが、のちに国家を越えた共生への道を探り、欧州統合へと向かう動きが生まれたのもウィーンであった。1894年生まれのリヒャルト・クーデンホーフ＝カレルギーは、在日オーストリア代理公使の父ハインリヒと日本人の母青山ミツとのあいだに東京で生まれた。ウィーン大学で哲学を学んだかれは、1926年に『汎ヨーロッパ主義』を著し、同年はやくもウィーンで第1回パン・ヨーロッパ会議がひらかれている。26ヵ国の代表がおこなった決議には「ヨーロッパの連帯。これは共通通貨、均等関税、水路の共用、軍事と外交政策の統一を基礎とする」の条項があり、これはまさに第二次世界大戦後のヨーロッパ共同体（EC）とこんにちの欧州連合（EU）構想のさきがけとなった。
1927年7月15日、社会主義者殺害犯に対する抗議デモが暴動に発展。市内各所が放火され、裁判所や新聞社、イタリア大使館も襲撃された。この暴徒に警官隊や国粋党員らが武力で対抗したため、7月18日朝までに沈静化した。暴徒側の77人、警官2人が死亡。
オーストリアの政界や社会では、左派のオーストリア社会民主党と右派のキリスト教社会党との対立が泥沼状態に陥った。一方で、『我が闘争』を著したヒトラーはドイツで国家社会主義ドイツ労働者党（ナチス）の党勢を拡大し、オーストリアにもナチスへ共鳴する動きが生まれ、オーストリアのドイツへの合流を求める動きが広がった。世界恐慌後に首相となったエンゲルベルト・ドルフースは独裁体制を打ち立て、オーストリア共産党やオーストリア・ナチスなどの政党を禁止した。1934年には社会民主党の活動禁止を巡って2月内乱という武装蜂起が起き、社会民主党の牙城だったウィーンも市街戦の舞台となった。
オーストロファシズムを掲げるオーストリアの独裁政権はナチス・ドイツへの併合を拒んだが、ヒトラー政権はオーストリアへの圧力を高め、ついに母国オーストリアをドイツに併合した。これが1938年のアンシュルスである。ウィーンは約7世紀ぶりに首都の座を降り、ドイツ第三帝国のなかの一地方都市に転落した。ただし、ウィーン市には通例地方の区分である帝国大管区の行政区分が適用され、グロース・ウィーン帝国大管区（de:Groß-Wien）として扱われた。また中東欧諸国の国境裁定であるウィーン裁定などの外交の舞台となった。
アンシュルス以降のウィーンでは、反ユダヤ主義が猛威をふるった。ユダヤ人は男女を問わず暴行され、かれらの事業所・商店、シナゴーグは破壊された。多くのユダヤ人たちは亡命したが、エゴン・フリーデルのようにアンシュルスに抗して自殺したウィーン人もいた。
第二次世界大戦においては連合国軍の空襲標的となり、大きな被害を受けた（第二次世界大戦におけるウィーン空襲）。末期の1945年4月2日、赤軍によるウィーン攻勢が開始された。激しい市街戦によって多くの損害が出たが、4月13日に赤軍によって占領された。元首相カール・レンナーはオーストリア臨時政府を樹立し、4月27日にドイツからの分離を宣言した（オーストリア独立宣言）。

### 第二次大戦後のウィーン
第二次世界大戦はドイツの敗北に終わり、ウィーンは米英仏ソ4ヶ国の共同占領下に置かれた。オーソン・ウェルズ主演の映画「第三の男」はこのころのウィーンの様子をよく伝えている。1955年、オーストリアは主権国家として独立を回復した。旧ハプスブルク帝国の継承国家のほとんどが共産圏に組み込まれる中で、オーストリアでは共産党は国民の支持を得られず、経済的にも西側自由主義体制との関係を保ったまま永世中立国として歩むことになった。オーストリア出身のクルト・ワルトハイム第4代国際連合事務総長などのもとで、ウィーンにはウィーン国際センター(UNO City)が建設されニューヨーク、ジュネーヴにつぐ第三の国連都市として発展した。ウィーンは数々の国際機関の所在地となったが、鉄のカーテンによって、かつての後背地であった中東欧を失い、その人口はゆるやかに減少し続けた。人口100万を越える大都市のうち20世紀を通じて減少したのはウィーンだけであった。
1989年のベルリンの壁崩壊とビロード革命・ルーマニア革命は、中部ヨーロッパにおけるウィーンのもっていた地政上の重要性をよみがえらせた。それに先だって多くの東欧からの難民がウィーンを経由して西側諸国に亡命した。これらの一連の激動以降、150万人を切っていた人口は諸外国からの流入により再び増加傾向にあり、2050年ごろには再び200万人の大台を回復すると予想されているほどである。これは2004年に中東欧8ヶ国がEUに新規加盟したのに加え、2007年にはルーマニアとブルガリアが加盟、さらに、その後もクロアチアはじめバルカン半島の国々の加盟も見込まれているためであり、また、かつての多民族都市としての経験がいま再び期待されているためでもある。
こうしてウィーンには中東欧経済の中枢拠点として多くの多国籍企業が進出するようになったが、旧共産圏諸国のインフラが整備されるにしたがってプラハやブダペストなどの他の東欧の各都市との競合も厳しさの度合いを増している。そのため2005年には税制改革により法人税などが引き下げられた。2006年には、国際会議の開催件数がパリを追い越し、世界1位となっている。